# 하인츠 플로헤
하인츠 "플로케" 플로헤(독일어: Heinz "Flocke" Flohe; 1948년 1월 28일, 노르트라인-베스트팔렌 주 쾰른 ~ 2013년 6월 15일, 노르트라인-베스트팔렌 주 베트바이스)는 독일의 전직 축구 선수이자 감독이다.

## 클럽 경력
플로헤는 쾰른 (1966–1979)에서 활약하며, 1978년에 분데스리가를 우승했고, 1968년, 1977년, 그리고 1978년에 DFB-포칼을 우승했다. 그는 1860 뮌헨(1979–1980)에서도 활약했다. 그는 마지막 출전 경기에서 중상을 당해 은퇴했다.

## 국가대표팀 경력
그는 서독 국가대표팀 경기에 39번 출전해 8골을 기록했다. 그는 1974년 월드컵 우승 주역이었다. 그는 유로 1976과 1978년 월드컵에도 참가했다.

## 사생활
2010년 5월 11일, 플로헤는 심근경색으로 혼수상태에 빠졌었고, 2013년 6월 15일에는 향년 65세로 영면에 들었다.

## 수상

### 클럽
쾰른
- 분데스리가
  - 우승: 1977–78
  - 준우승: 1972–73
- DFB-포칼
  - 우승: 1967–68, 1976–77, 1977–78
  - 준우승: 1969–70, 1970–71, 1972–73

### 국가대표팀
서독
- 월드컵: 1974
- 유럽 선수권 대회 준우승: 1976